# HE-LOW
《HE-LOW》（日語： ヒーロー）是一套由日本演員高野八誠所執導的低成本惡搞特攝電影，於2018年春季公開上映。

## 概要
2017年6月7日，高野八誠在眾籌網站發起了眾籌，目標是1百萬日圓的電影製作費用，最後籌得接近1千7百萬日圓。高野表示希望拍一部關於英雄被打敗，世界不再歡迎英雄的世界的電影。本作不論台前幕後，都聘請了有拍攝特攝經驗的人士。

## 登場角色
赤城修介 - 青柳尊哉
GOGO紅戰士，7年前被打敗後失去記憶，並成為動作演員。
意外被陽德麗娜女兒把依萊達將軍的廢棄挑戰書摺成的紙飛機打中頭部，看了內容後恢復記憶。後來重新召集夥伴再挑戰魔王，最後不敵並決定回歸普通生活。
緑川哲也 -  花井祥平
GOGO綠戰士，沒有變身器，所以不能變身。
穿著綠色的運動服戰鬥，曾被紅戰士拍一下後背，胸口對天發出激光，導致體育服中間出現一個大洞。
桃山アカリ - 藤井まり
GOGO粉戰士，已婚並育有一子。
沒有變身器，所以不能變身。穿著粉紅色的超級戰隊特攝服戰鬥。
黒田洋司 - 和賀井健人
GOGO黑戰士，但穿黃色的戰鬥服。在居酒屋打工。
太好了將軍 - 佐藤寛之

### 客串演員
本岡博 - 須賀貴匡
無業，初登場時因為是英雄而被趕出柏青哥店。因為窮困而賣掉了變身器。
高海智 - 吉岡毅志
特攝女英雄夜總會的老闆。因為窮困而賣掉了變身器。
特攝舞台劇的導演 - 島津健太郎（友情出演）
島津健太郎曾在多部特攝影集飾演角色。
特攝舞台劇的主持 - 石田裕加里（愛情出演）
石田裕加里
三条寺銀 - 大葉健二
GOGO銀戰士，7年前幫紅戰士擋下一擊後身亡。
大葉健二曾在《宇宙刑事卡邦》飾演一條寺烈（卡邦）。
早見壮 - 伴大介
抵押店的店長。

## 續作

### HE-LOW THE SECOND
《HE-LOW THE SECOND》 英語：）為高野八誠所執導的低成本惡搞特攝電影。2020年春季於日本上映。

#### 演員表
- 本岡博 - 須賀貴匡
- 赤城修介 - 青柳尊哉
- 高海智 - 吉岡毅志
- 松田賢二[註 7]
- 萩野崇（日语：萩野崇）[註 8]※友情出演
- 森次晃嗣[註 9]
- 早見壮 - 伴大介
- 筒井巧（日语：筒井巧）[註 10]
- 村石宏實[註 11]
- 椿隆之[註 12]
- 柳澤奈奈（日语：柳沢なな）[註 13]
- 藤田玲（日语：藤田玲）[註 14]
- 佐藤寛之（日语：佐藤寛之）
- 麥克真木（日语：マイク眞木）[註 15]

#### 製作團隊
- 監督：高野八誠
- 脚本：冨岡淳宏
- 監察人:鈴村展弘
- 製作人：津田裕加里、青木夏海、川村正樹
- 演出助手：佐藤竜憲　奥村周平
- 攝影：上赤寿一
- 録音：中山寿範
- 照明：奥村誠
- ＶＦＸ：小林真吾

### HE-LOW THE FINAL
《HE-LOW THE FINAL'》 英語：）為高野八誠所執導的低成本惡搞特攝電影。2022年5月27日於日本上映。

#### 演員表
- 本岡博 - 須賀貴匡
- 赤城修介 - 青柳尊哉
- 高海智 - 吉岡毅志
- 萩野崇（日语：萩野崇）※友情出演
- 賀集利樹[註 16]
- 根岸拓哉[註 17]
- 宇治清高（日语：宇治清高）[註 18]
- 及川奈央[註 19]
- 若松俊秀（日语：若松俊秀）[註 20]
- 矢尾一樹[註 21]
- 杉浦太陽[註 22]
- 上遠野太洸（日语：上遠野太洸）[註 23]
- 鹽谷瞬（日语：塩谷瞬）[註 24]
- 高岩成二（日语：高岩成二）[註 25]
- 関智一[註 26]
- 鈴木勝吾 [註 27]
- 松田悟志[註 28]
- 長澤奈央 [註 29]
- 城戸裕次（日语：城戸裕次）[註 30]
- 澀江讓二[註 31]

## 外部連結
- HE-LOW（页面存档备份，存于）(twitter)
- HE-LOW的X（前Twitter）